# Liphistius owadai
Liphistius owadai ONO & SCHWENDINGER, 1990 è un ragno appartenente al genere Liphistius della famiglia Liphistiidae.
Il nome del genere deriva dalla radice prefissoide greca λιπ-, lip-, abbreviazione di λιπαρός, liparòs cioè unto, grasso, e dal sostantivo greco ἱστίον, istìon, cioè telo, velo, ad indicare la struttura della tela che costruisce intorno all'apertura del cunicolo.
Il nome proprio deriva dal dottor Mamoru Owada del National Science Museum di Tokyo che, durante la ricerca di esemplari a Thung Salaeng Luang, venne morso da molte zanzare del genere Aedes e prese una febbre persistente.

## Caratteristiche
Ragno primitivo appartenente al sottordine Mesothelae: non possiede ghiandole velenifere, ma i suoi cheliceri possono infliggere morsi piuttosto dolorosi
Questa specie è simile a L. desultor, L. bicoloripes e L. ornatus nell'aspetto generale: in tutte queste specie, infatti, le femmine hanno i femori e il carapace di colore arancio. In particolare da L. ornatus differisce per la taglia più piccola, per la patellae delle zampe più sottili e per i tergiti addominali di colore marrone. Per quanto concerne i genitali femminili ha il poreplate (area dei genitali femminili interni coperta da una zona priva di pori) e il gambo posteriore nettamente più ampi di quelli di L. ornatus; l'apertura dorsale del ricettacolo sul poreplate è situata più posteriormente e i lobi laterali del poreplate stesso sono più allargati. La stretta relazione degli esemplari femminili con L. ornatus è quindi apparente.
Il bodylenght (lunghezza del corpo senza le zampe), esclusi anche i cheliceri, è di 14 millimetri nei maschi. Il cefalotorace è di poco più lungo che largo, circa 6,7 x 6,5 millimetri. I cheliceri hanno 10 denti al margine anteriore delle zanne. L'opistosoma è anch'esso più lungo che largo nei maschi, circa 7,4 x 6,4 millimetri.

## Habitat
Questi ragni sono stati principalmente rinvenuti in ambiente di foresta pluviale.

## Colorazione
Nei maschi il carapace è bruno nocciola chiaro, i cheliceri nerastri, le zampe e i pedipalpi sono bruno-nocciola con anulazioni. L'opistosoma à grigio scuro con chiazze marroni e la parte ventrale è beige chiaro; i tergiti sono uniformemente bruno scuri. Nelle femmine il carapace è giallo scuro, con bande marrone scuro come i margini laterali ed anteriori; i cheliceri sono giallo nerastri; i tarsi e i metatarsi delle zampe sono neri; L'opistosoma è beige chiaro macchiato di marrone scuro.

## Distribuzione
Rinvenuta a Thung Salaeng Luang, collina della provincia thailandese di Phitsanulok.